# Esma’il Kandi (Mijandoab)
Esma’il Kandi – wieś w Iranie, w ostanie Azerbejdżan Zachodni, w szahrestanie Mijandoab. W 2006 roku liczyła 204 mieszkańców.